# Physicist
Physicist ist das dritte Soloalbum des kanadischen Musikers Devin Townsend. Das Album wurde im Juni 2000 über Townsends Plattenlabel HevyDevy Records veröffentlicht. Es erreichte in den japanischen Albumcharts Platz 80.

## Hintergrund
Es dauerte mehrere Jahre, bis Physicist verwirklicht werden konnte. Zuvor hatte Townsend mit dem damaligen Metallica-Bassisten Jason Newsted in dem kurzlebigen Thrash-Metal-Projekt IR8 gespielt. Nach der Aufnahme eines Demos begannen Townsend und Jason Newsted an einem neuen Projekt namens Fizzicist zu arbeiten, das nach ihrer Aussage „härter als Strapping Young Lad“ sein sollte. Durch das Demo erfuhren Newsteds Metallica-Bandkollegen James Hetfield und Lars Ulrich von dem Projekt. Hetfield war nicht erfreut darüber, dass Newsted außerhalb von Metallica spielte, und Newsted wurde untersagt, an irgendeinem Projekt neben Metallica mitzuwirken.
Damit konnte Townsend nicht weiter mit Newsted arbeiten, schrieb das Album selber und nannte es Physicist. Es war das einzige Soloalbum von Townsend, das in der Besetzung von Strapping Young Lad eingespielt wurde.

## Musik
Physicist unterscheidet sich von den anderen Veröffentlichungen Townsends durch die Kombination der Stilelemente von Strapping Young Lad mit Elementen von Ocean Machine: Biomech und Infinity. Das Album zeigt außerdem Einflüsse aus dem Thrash Metal. David Ballard vom Revolver beschrieb den Sound des Albums als „eine Mischung aus sommerlichen Melodien und atemberaubender Brutalität … schwankend zwischen der Eleganz von Queen und der Zerstörungskraft von Dark Angel“.

## Veröffentlichung
Physicist wurde im Juni 2000 auf Townsends Independentlabel HevyDevy Records veröffentlicht. Es wurde in Kanada von HevyDevy, in Japan von Sony und in Europa und Nordamerika von InsideOut vertrieben. Das Album erschien außerdem als Enhanced CD mit Kommentaren zum Album von Townsend.

## Kritiken
Physicist erhielt zwar positive Kritiken, wird aber als Tiefpunkt in der Karriere von Townsend angesehen, Townsend selber bezeichnet es als sein schlechtestes Album bisher. Trey Spencer von Sputnikmusic schrieb, dass, obwohl Physicist für sich genommen „ein gutes Hörerlebnis“ sei, es trotzdem zu den schwächsten Alben Townsends gehöre. Er meint, dass sich das Album als gemäßigte Version von Strapping Young Lad mit Anleihen aus Townsends anderen Projekten darstelle und dass die meisten Lieder ziellos erscheinen. Die schlechte Produktion brachte Physicist die meiste Kritik ein. Spencer empfand die Produktion als „etwas zu eingeschränkt“ und „matschig“. Schlagzeuger Gene Hoglan äußerte sich unzufrieden mit dem Mix.

## Titelliste
Alle Titel wurden von Devin Townsend geschrieben, soweit nicht anders vermerkt.
1. Namaste – 3:34
2. Victim – 3:15
3. Material – 2:47
4. Kingdom – 5:55
5. Death – 2:27 (Townsend/Hoglan)
6. Devoid – 1:28
7. The Complex – 3:31 (Townsend/Hoglan)
8. Irish Maiden – 2:45
9. Jupiter – 3:36
10. Planet Rain – 11:08
  - Forgotten – 5:59 (Hidden Track)

Bonustracks
Die japanische Veröffentlichung von Sony Music enthielt drei Bonustracks.
1. Man – 5:12
2. Ocean Machines – 8:24
3. Promise – 5:26